# Плотниково (посёлок, Кемеровская область)
Плотниково — посёлок в Промышленновском районе Кемеровской области, административный центр Плотниковского сельского поселения.

## География
Расположен в 23 км к северо-востоку от посёлка городского типа Промышленная и в 38 км к юго-юго-западу от Кемерово. Находится на водоразделе Томи и Ини.
Через посёлок проходят железнодорожная линия Юрга — Ленинск-Кузнецкий и автодорога Кемерово — Промышленная.

## История

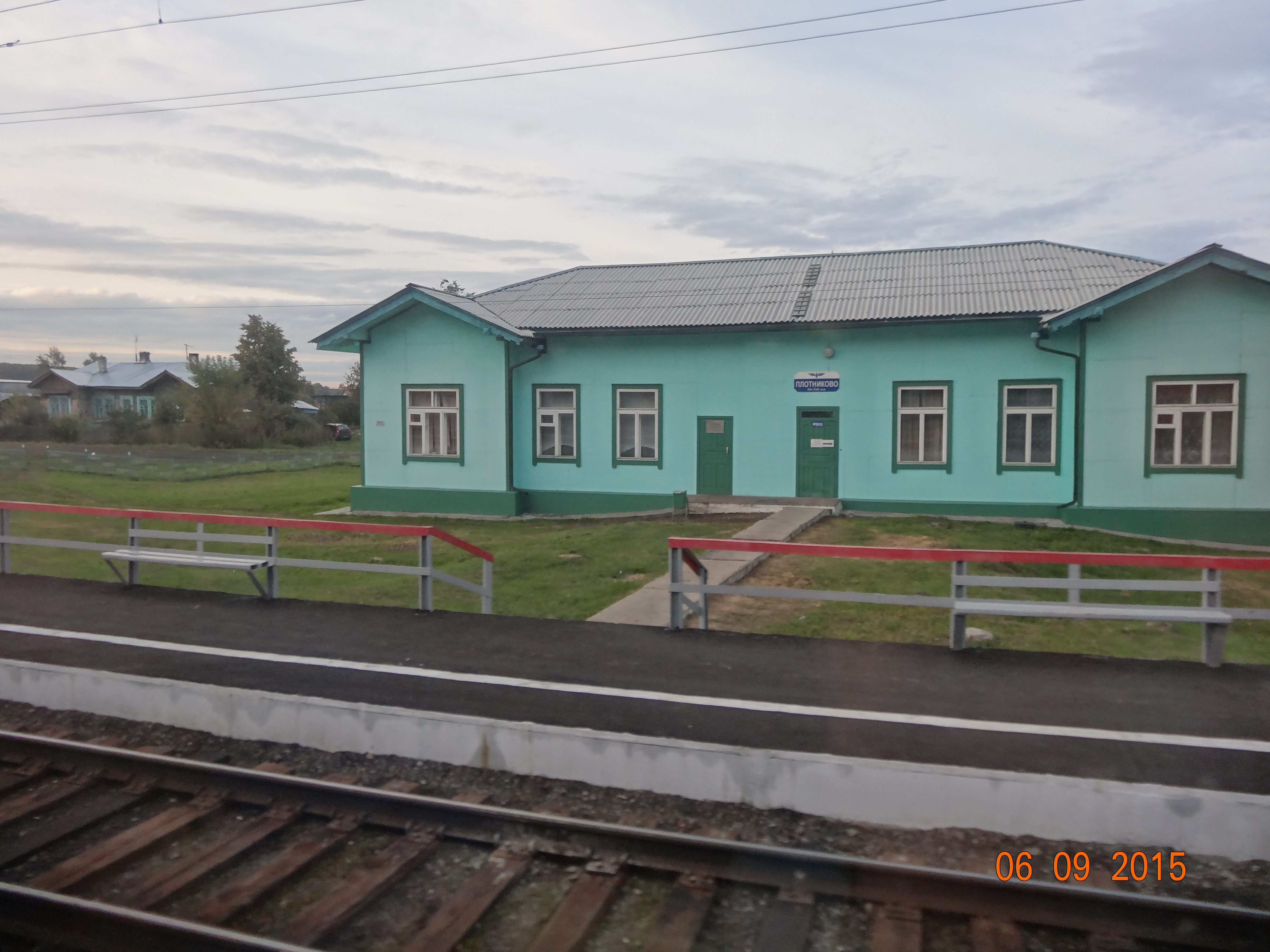
Станция Плотниково

В 1916 году была построена железнодорожная станция на современной линии Проектная — Топки Западно-Сибирской железной дороги, которая получила название Плотниково, по близлежащей деревне. В том же году рядом со станцией образовался посёлок Горбуновский, который по станции также носил название Плотниково. В 1920 году с противоположной стороны станции был образован совхоз «Заря». До 1968 года посёлок станции Плотниково, входил в состав Горбуновского сельсовета. В 1968 году были объединены посёлки станции Плотниково, Горбуновка и совхоза «Заря» в один населённый пункт посёлок Плотниково. Горбуновский сельсовет был переименован в Плотниковский.

## Население
| 2002 | 2010  | 2021  |
| ---- | ----- | ----- |
| 5110 | ↗5190 | ↘5153 |

## Образование
Детские сады, Заринская средняя общеобразовательная школа имени М.А. Аверина, детская школа искусств им. В. И. Косолапова,  Кадетский корпус МЧС, ДЮСШ (имеет футбольный стадион с двумя полями, хоккейный стадион и зимний спортивный комплекс).

## Предприятия и организации
ЗАО «Пиво-Агро», ООО «Кузбассмясопром» (бывший ООО «Заринский свинокомплекс»), ООО «Спутник», ООО «Плотниковский ТеплоВодСнаб», ООО «Пивоварня Лобанова-1964», Перекачивающая станция «Плотниково» ОАО «Сибтранснефтпродукт», ООО «Цикламен».

## Достопримечательности
Церковь Воздвижения Креста Господня.